# Operazione Belt
L'Operazione Belt (in polacco: Akcja Taśma) fu una delle operazioni anti-naziste su larga scala dell'unità Kedyw dell'Armia Krajowa durante la seconda guerra mondiale.

## L'operazione
Nell'agosto 1943, il quartier generale dell'Armia Krajowa ordinò all'unità Kedyw di preparare un'azione armata contro le stazioni tedesche di frontiera al confine tra il Governatorato Generale e i territori annessi dal Terzo reich. Nel febbraio 1944, 13 avamposti tedeschi furono distrutti con poche perdite da parte polacca. Uno dei polacchi morti nell'operazione fu Tadeusz Zawadzki, una delle personalità più importanti della resistenza polacca. Zawadzki fu ucciso il 20 agosto 1943, durante un attacco a una stazione di confine tedesca nel villaggio di Sieczychy, vicino a Wyszków.
L'operazione ebbe luogo nella notte tra il 20 e il 21 agosto, furono distrutte sette stazioni tedesche. Il 30 agosto, il generale Tadeusz Bór-Komorowski ordinò di iniziare la preparazione di un'altra azione armata, l'Operazione Lancuch (in polacco: Akcja Lancuch).
Durante l'Operazione Lancuch, che ebbe luogo alla fine di novembre 1943, le unità dell'esercito nazionale effettuarono diversi attacchi simili contro le stazioni tedesche di confine nella regione meridionale della Polonia occupata. Nell'autunno del 1943, l'Armia Krajowa del distretto di Cracovia attaccò diversi avamposti tedeschi lungo il confine con la Slovacchia, tra gli altri a Barwinek, Piwniczna e nell'area di Nowy Targ e Wadowice.